# Список островов Уругвая
Ниже представлен список островов Уругвая.

## Список островов
Сортировка по умолчанию — по алфавиту. Также любой столбец можно отсортировать по возрастанию/убыванию (по алфавиту/в обратном порядке), нажав на заголовок столбца.
| Название         | Площадь, км² | Население, чел. | Плотность, чел./км² | Местонахождение                                                              | Изображение | Комментарии, ссылки |
| ---------------- | ------------ | --------------- | ------------------- | ---------------------------------------------------------------------------- | ----------- | --- |
| Агустин-Кирос    | 0,0025       | 0               | 0                   | Колония, Ла-Плата                                                            |             | На фото — крохотная чёрная точка справа от основного острова Мартин-Гарсия / Тимотео-Домингес.                                                                                         |
| Бразильера       | 2,8          | 0               | 0                   | Бразилия, Риу-Гранди-ду-Сул Уругвай, Артигас впадение р. Куараи в р. Уругвай |             | Фактически принадлежит Бразилии, но Уругвай предъявляет на него претензии. |
| Вискаино         |              | 0               | 0                   | Рио-Негро, впадение р. Рио-Негро в р. Уругвай                                |             | |
| Гавиотас         | 0,04         | 0               | 0                   | Ла-Плата, 300 м от Монтевидео (р-н Малвин)                                   |             | Несмотря на весьма скромную площадь на острове обитает более 25 видов птиц. |
| Горрити          | 0,21         | 0               | 0                   | Ла-Плата, Мальдонадо                                                         |             | |
| Лобос            | 0,435        | 0               | 0                   | Атлантический океан, Мальдонадо                                              |             | Самая южная точка Уругвая. 59-метровый маяк, работающий с 1858 г. Архивная копия от 12 октября 2016 на Wayback Machine                                                                 |
| Лобос            | 12,5         | 0               | 0                   | Рио-Негро, впадение р. Рио-Негро в р. Уругвай                                |             | |
| Сан-Габриэль     | 0,24         | 0               | 0                   | Колония, Ла-Плата                                                            |             | |
| Тимотео-Домингес | ≈2,7         | 0               | 0                   | Колония, Ла-Плата                                                            |             | В связи с выносом донных отложений остров постепенно увеличивался и ныне соединён с о. Мартин-Гарсия, принадлежащим Аргентине.                                                         |
| Филомена-Гранде  |              | ?               | ?                   | Рио-Негро, р. Уругвай                                                        |             | |
| Флорес           | 31           | 0               | 0                   | Монтевидео, Ла-Плата                                                         |             | Во время прилива делится на три части. 37-метровый маяк, работающий с 1828 г. |
| Хункаль          | 6            | 0               | 0                   | Колония, Ла-Плата                                                            |             | |
| Эркулес          | ≈0,3         | 0               | 0                   | Колония, Ла-Плата                                                            |             | На фото — маленький островок слева от основного острова. В связи с выносом донных отложений остров постепенно увеличивается и вскоре соединится с о. Мартин-Гарсия / Тимотео-Домингес. |